# Грозина
Грозина — деревня в Талицком городском округе Свердловской области, Россия.

## Географическое положение
Деревня Грозина муниципального образования «Талицкого городского округа» Свердловской области находится на расстоянии 27 километров (по автотрассе в 29 километрах) к востоку от города Талица, на правом берегу реки Пышма, в долине реки Ельница. В деревне имеется пруд.

## Население
| 2002 | 2010 | 2021 |
| ---- | ---- | ---- |
| 94   | ↘88  | ↘51  |